# Champneuville
Champneuville är en kommun i departementet Meuse i regionen Grand Est (tidigare regionen Lorraine) i nordöstra Frankrike. Kommunen ligger i kantonen Charny-sur-Meuse som tillhör arrondissementet Verdun. År 2022 hade Champneuville 119 invånare.

## Befolkningsutveckling
Antalet invånare i kommunen Champneuville
| Referens: INSEE |